# George Cornet
George Thomson Cornet (Inverness, 15 de julio de 1877 - Rainhill, 22 de noviembre de 1952) fue un jugador británico de waterpolo.

## Equipos
- Inverness Swim Club

## Títulos
Como jugador de waterpolo de la selección de Inglaterra
- Oro en los juegos olímpicos de Estocolmo 1912
- Oro en los juegos olímpicos de Londres 1908